# 岡田美里町
岡田美里町（おかだみさとまち）は、愛知県知多市の大字。

## 地理
知多市中央部、長浦駅の南東1kmほどの場所にある。国道155号と愛知県道46号西尾知多線が交差する交差点がある。知多郵便局はこの交差点付近にある。まるで人名のようであるため、珍地名として扱われることもある。

## 世帯数と人口
2019年（令和元年）6月1日現在の世帯数と人口は以下の通りである。
| 町丁       | 世帯数  | 人口  |
| ---------- | ------- | ----- |
| 岡田美里町 | 278世帯 | 790人 |

### 人口の変遷
国勢調査による人口の推移
| 2010年（平成22年） | 638人 | [ 6 ] |  |
| 2015年（平成27年） | 707人 | [ 7 ] |  |

## 小・中学校の学区
市立小・中学校に通う場合、学区は以下の通りとなる。
| 番・番地等 | 小学校             | 中学校             |
| ---------- | ------------------ | ------------------ |
| 全域       | 知多市立岡田小学校 | 知多市立知多中学校 |

## その他

### 日本郵便
- 郵便番号 : 478-0062[3]（集配局：知多郵便局[9]）。